# المسبعة (بكيل المير)

تعديل مصدري - تعديل

المسبعة هي إحدى قرى عزلة صبران بمديرية بكيل المير التابعة لمحافظة حجة، بلغ تعداد سكانها 63 نسمة حسب تعداد اليمن لعام 2004.